# Museumshof Bad Oeynhausen
Der Museumshof Bad Oeynhausen wurde 1969 als Heimatmuseum der ostwestfälischen Kurstadt eröffnet. Vorbilder für das Museum waren das Freilichtmuseum Bad Zwischenahn, das Bauernhausmuseum Bielefeld und der damals gerade entstehende Museumshof Rahden. Ursprünglich war nur an ein Einzelgebäude, das ab 1965 dorthin überführte Haupthaus, gedacht. Der Ausbau zu einer Hofanlage wurde 1974 durch die Schenkung eines Heuerlingshauses ausgelöst. Bis 1993 entstanden auf dem 2.800 m² großes Grundstück fünf Gebäude. Hinzu kam am nahen Osterbach des Siekertals eine Hofwassermühle mit zwei Mühlenteichen. 
Gezeigt wird eine für den Minden-Ravensberger Bereich typische Hofanlage aus der vorindustriellen Zeit des 19. Jahrhunderts. Mit sehr viel ehrenamtlichem Engagement werden dazu Vorführungen und Vorträge angeboten, u. a. zu Handwerkstechniken (Flachs- und Wollespinnen, Korbflechten, Klöppeln, Quilten, Stricken) und plattdeutscher Sprache. Seit 2003 ist das Museum auch eine Außenstelle des Standesamtes Bad Oeynhausen.

## Gebäude
- Haupthaus, Wohn- und Wirtschaftsgebäude des Hofes von Aschen, Hüllhorst. Es handelt sich um ein niederdeutsches Hallenhaus von 1739. Der Vierständerbau wurde nach Translozierung 1969 als Heimatmuseum eröffnet.
- Heuerlingshaus aus Exter-Solterwisch vom Hof Taake (heute Meier). Das Wohnhaus der für den dortigen Bauern tätigen Heuerlingsfamilie stammt aus dem Jahre 1654 und wurde 1975 hier eröffnet.
- Scheune aus Oberlübbe-Elfte (heute Gemeinde Hille), erbaut 1803, auf dem Museumshof 1989–91 aufgebaut.
- Speicher (Spieker) aus Melle-Dielingdorf (Landkreis Osnabrück), erbaut 1792, Wiederaufbau 1992/93.
- Backhaus mit „Abtritt“ aus Dehme, erbaut ca. 1800, Aufbau im Museumshof 1980.
- Hofwassermühle aus Herringhausen (Enger), erbaut 1772, wieder errichtet am Museumshof 1984/85. Die mittelschlächtige Wassermühle besitzt einen Schrotgang.

## Sonstige Einrichtungen
- Bauerngarten mit Buchsbaumhecken.
- Glockenstuhl
- Trockenmauer in der Art einer für die Gegend typischen Hofeinfassung.

## Galerie

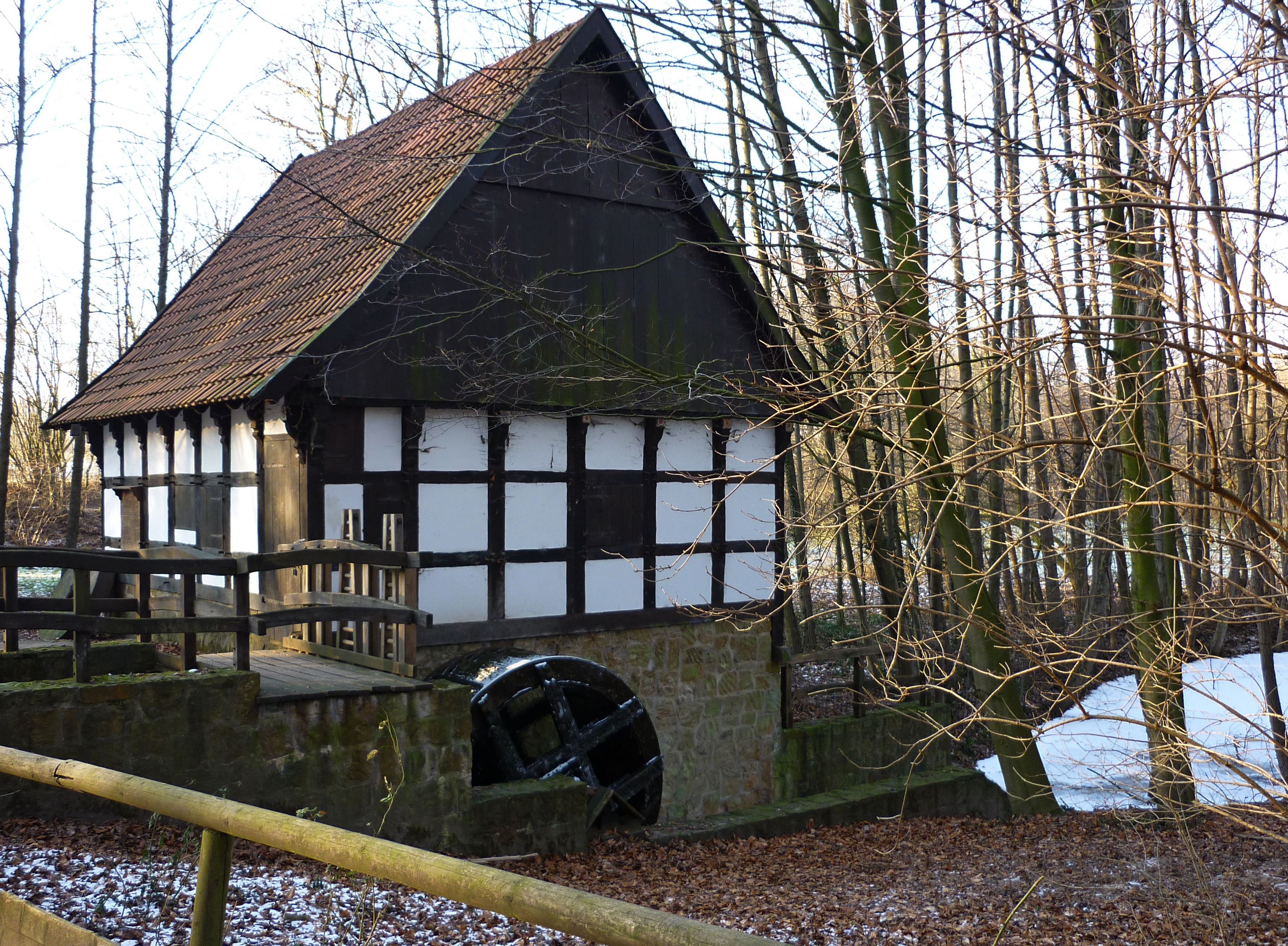
Hofwassermühle
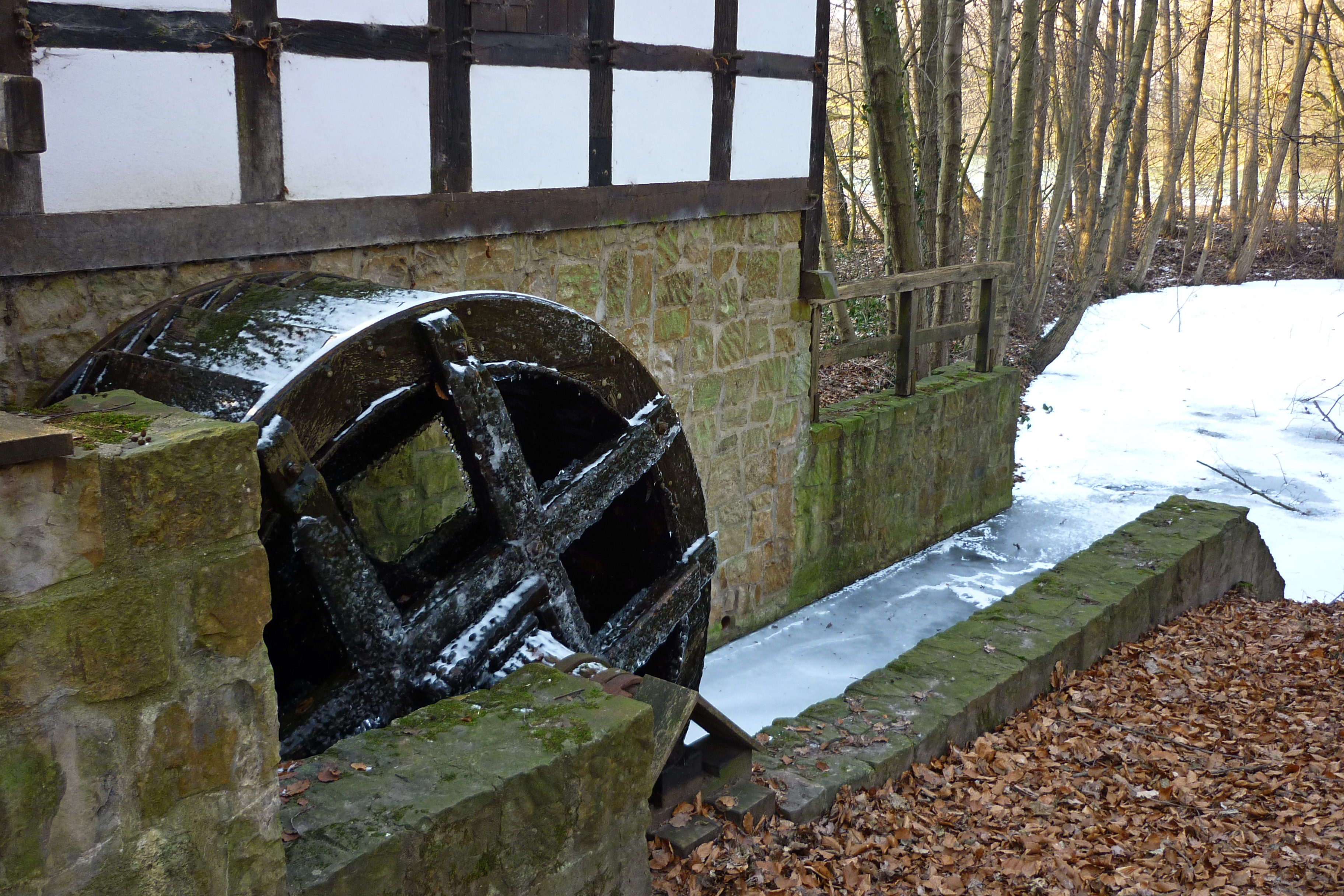
Wasserrad
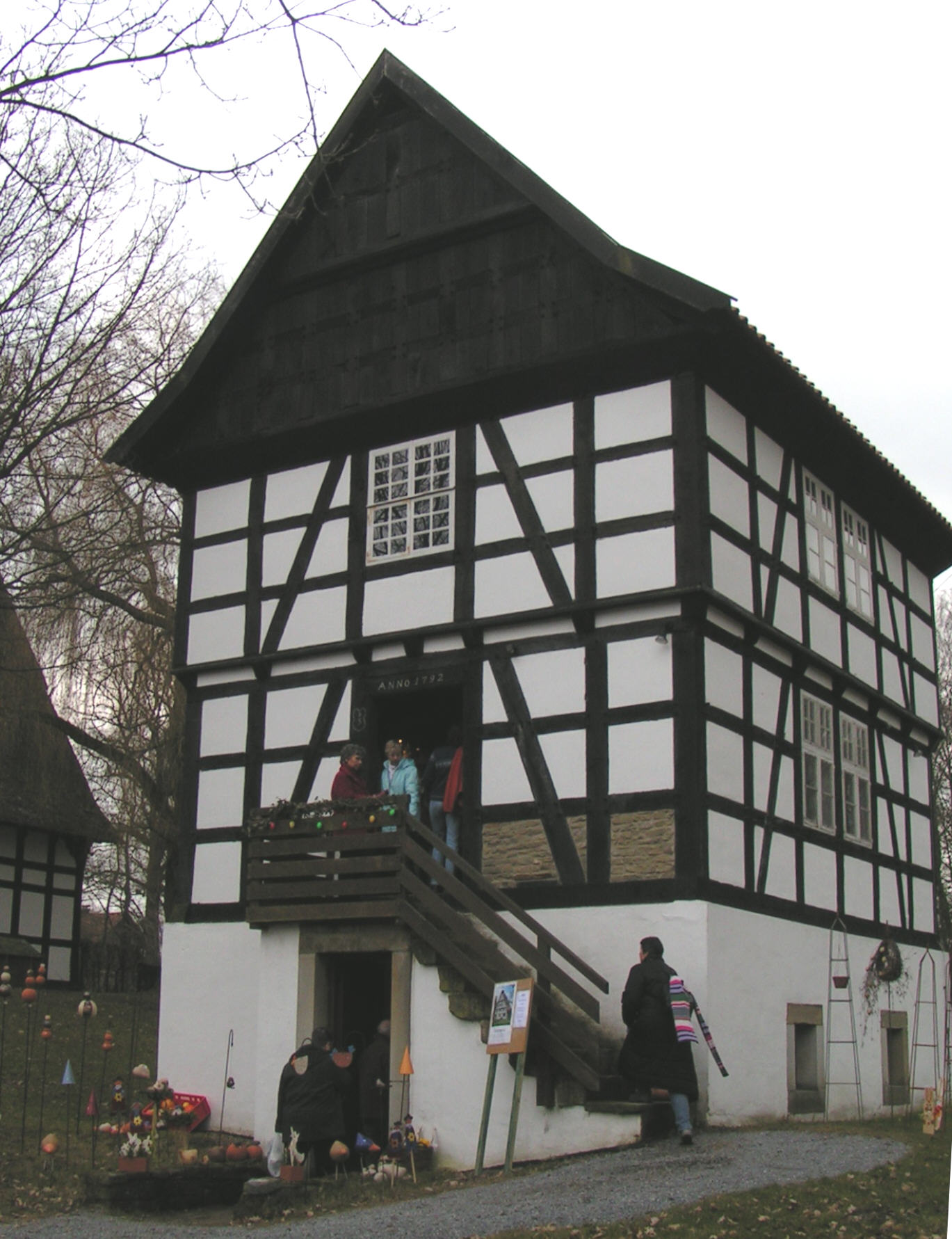
Spieker

## Anfahrt
Das Museum liegt in der Nähe des Krankenhauses bzw. Herz- und Diabeteszentrum Nordrhein-Westfalen innerhalb der Kuranlagen. Eine Haltestelle der Stadtbuslinie 428 befindet sich in geringer Entfernung. 